# Call Me by Your Name (film)
Call Me by Your Name is een Italiaans-Amerikaanse film uit 2017 die geregisseerd werd door Luca Guadagnino. Het is een verfilming van de gelijknamige roman van schrijver André Aciman. De hoofdrollen worden vertolkt door Timothée Chalamet, Armie Hammer en Michael Stuhlbarg.

## Verhaal
Professor Perlman is een archeoloog en kunsthistoricus, die met zijn echtgenote Annella en zoon Elio in Italië woont. In de zomer hebben ze elk jaar een promovendus te gast. In 1983 is dat Oliver, een Amerikaan. De zeventienjarige Elio brengt veel tijd door met Oliver en ontwikkelt al snel gevoelens voor de zelfverzekerde Amerikaan.

## Rolverdeling
| Acteur            | Personage       |
| ----------------- | --------------- |
| Timothée Chalamet | Elio Perlman    |
| Armie Hammer      | Oliver          |
| Michael Stuhlbarg | Mr. Perlman     |
| Amira Casar       | Annella Perlman |
| Esther Garrel     | Marzia          |
| Victoire Du Bois  | Chiara          |

## Productie
In 2007 werd de roman Call Me by Your Name (Nederlandse vertaling: Noem me bij jouw naam) van schrijver André Aciman uitgebracht. Het boek over een homoseksuele vakantieliefde tussen een zeventienjarige Italiaans-Amerikaanse jongen en een 24-jarige Amerikaanse student ontving overwegend positieve recensies. In 2015 raakte bekend dat de toen 87-jarige James Ivory de roman wilde verfilmen met Shia LaBeouf en Greta Scacchi als hoofdrolspelers. Uiteindelijk werd de boekverfilming door de Italiaanse regisseur Luca Guadagnino opgepikt. Ivory bleef aan het project verbonden als scenarist. Armie Hammer en Timothée Chalamet werden gecast als hoofdrolspelers. De opnames voor de film gingen in mei 2016 van start in Italië. Er werd gefilmd in de provincie Cremona, in de steden Moscazzano, Pandino en Crema. De opnames werden geteisterd door hevige regenbuien.
Op 22 januari 2017 ging Call Me by Your Name in première op het Sundance Film Festival. de film kreeg een score van 98% op 133 recensies op Rotten Tomatoes.

## Prijzen en nominaties
| Jaar | Prijs                                | Categorie                     | Genomineerde(n)                      | Uitslag     |
| ---- | ------------------------------------ | ----------------------------- | ------------------------------------ | ----------- |
| 2018 | Academy Awards                       | Beste film                    | Beste film                           | Genomineerd |
| 2018 | Academy Awards                       | Beste acteur                  | Timothée Chalamet                    | Genomineerd |
| 2018 | Academy Awards                       | Beste bewerkt scenario        | James Ivory                          | Gewonnen    |
| 2018 | Academy Awards                       | Beste filmsong                | "Mystery of Love" van Sufjan Stevens | Genomineerd |
| 2018 | Golden Globes                        | Beste dramafilm               | Beste dramafilm                      | Genomineerd |
| 2018 | Golden Globes                        | Beste acteur in een dramafilm | Timothée Chalamet                    | Genomineerd |
| 2018 | Golden Globes                        | Beste mannelijke bijrol       | Armie Hammer                         | Genomineerd |
| 2018 | Critics' Choice Awards               | Beste film                    | Beste film                           | Genomineerd |
| 2018 | Critics' Choice Awards               | Beste regisseur               | Luca Guadagnino                      | Genomineerd |
| 2018 | Critics' Choice Awards               | Beste acteur                  | Timothée Chalamet                    | Genomineerd |
| 2018 | Critics' Choice Awards               | Beste mannelijke bijrol       | Armie Hammer                         | Genomineerd |
| 2018 | Critics' Choice Awards               | Beste mannelijke bijrol       | Michael Stuhlbarg                    | Genomineerd |
| 2018 | Critics' Choice Awards               | Beste bewerkte script         | James Ivory                          | Gewonnen    |
| 2018 | Critics' Choice Awards               | Beste cinematografie          | Sayombhu Mukdeeprom                  | Genomineerd |
| 2018 | Critics' Choice Awards               | Beste filmsong                | "Mystery of Love"                    | Genomineerd |
| 2018 | Independent Spirit Awards            | Beste film                    | Beste film                           | Genomineerd |
| 2018 | Independent Spirit Awards            | Beste regisseur               | Luca Guadagnino                      | Genomineerd |
| 2018 | Independent Spirit Awards            | Beste acteur                  | Timothée Chalamet                    | Gewonnen    |
| 2018 | Independent Spirit Awards            | Beste acteur in een bijrol    | Armie Hammer                         | Genomineerd |
| 2018 | Independent Spirit Awards            | Beste cinematografie          | Sayombhu Mukdeeprom                  | Gewonnen    |
| 2018 | Independent Spirit Awards            | Beste montage                 | Walter Fasano                        | Genomineerd |
| 2018 | Satellite Awards                     | Beste film                    | Beste film                           | Genomineerd |
| 2018 | Satellite Awards                     | Beste acteur in een bijrol    | Armie Hammer                         | Genomineerd |
| 2018 | Satellite Awards                     | Beste bewerkte script         | James Ivory                          | Genomineerd |
| 2018 | BAFTA Awards                         | Beste film                    | Beste film                           | Genomineerd |
| 2018 | BAFTA Awards                         | Beste regisseur               | Luca Guadagnino                      | Genomineerd |
| 2018 | BAFTA Awards                         | Beste acteur                  | Timothée Chalamet                    | Genomineerd |
| 2018 | BAFTA Awards                         | Beste bewerkte scenario       | James Ivory                          | Gewonnen    |
| 2018 | BAFTA Awards                         | EE Rising Star Award          | Timothée Chalamet                    | Genomineerd |
| 2017 | New York Film Critics Circle Award   | Beste acteur                  | Timothée Chalamet                    | Gewonnen    |
| 2017 | National Board of Review             | Doorbrekend acteur            | Timothée Chalamet                    | Gewonnen    |
| 2017 | National Board of Review             | Top 10-film                   | Top 10-film                          | Gewonnen    |
| 2017 | Gotham Award                         | Beste speelfilm               | Luca Guadagnino                      | Gewonnen    |
| 2017 | Gotham Award                         | Doorbrekend acteur            | Timothée Chalamet                    | Gewonnen    |
| 2017 | Los Angeles Film Critics Association | Beste acteur                  | Timothée Chalamet                    | Gewonnen    |